# São Gabriel do Oeste
São Gabriel do Oeste – miasto i gmina w Brazylii, w stanie Mato Grosso do Sul.